# コオロギ粉
コオロギ粉(Cricket flour)は、コオロギを原料にした食用の粉である。デンプンや食物繊維ではなく、主にタンパク質からなり、穀物から作られた粉とは異なる。

## 栄養価
コオロギ粉は、9つの必須アミノ酸、カルシウム、鉄、カリウム、ビタミンB12、ビタミンB2、脂肪酸を含む。

## 安全性
西側諸国でヒトの消費用に養殖する場合、他の食品と同様の安全基準が適用される。特定の地域での人気に応じて、処理は工場で行われたり、地元で行われたりする。処理では、まず昆虫の内臓を取り除くが、取り除かずに使う場合もある。その後フリーズドライにして、加工を容易にするために焼いた後、粉に挽くことで、茶色の粉末が得られる。

## 値段
地域によって値段は異なるが、平均すると、1ポンド当たり40ドル程度である。なお、1ポンドのコオロギ粉には、4200から4800匹のコオロギが用いられる。加工業者が少ないため、値段は上がっている。

## 利用
コオロギ粉を用いて、以下のような料理が作られる。
- パスタ
- パン
- クッキー
- スナック（チップス、ナチョス）
- スムージー

コオロギ粉は、小麦粉の代替として用いることができるが、調理法は異なる場合がある。味は、ナッツに非常に近いと表現される。

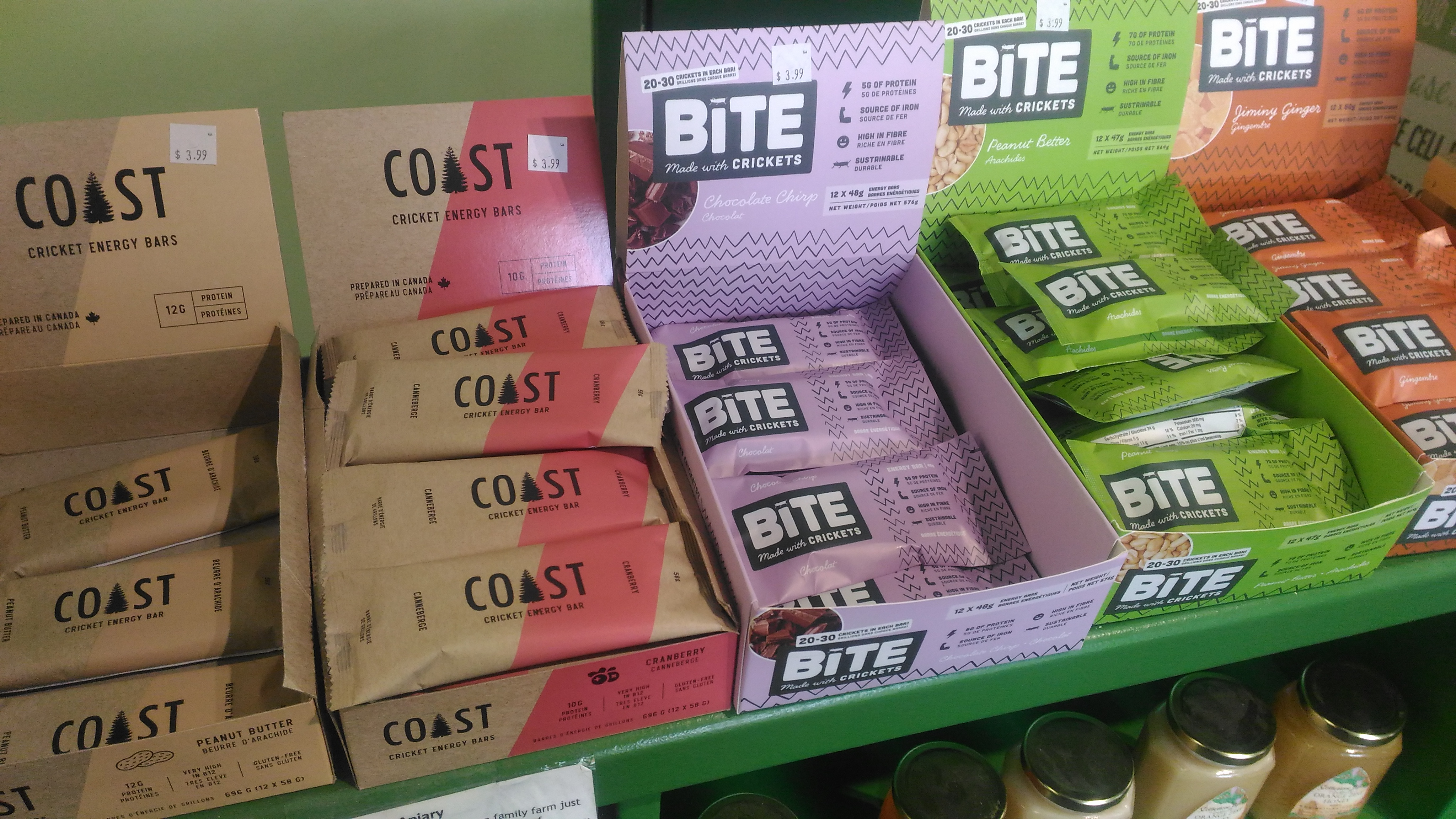
コオロギを材料としたエナジーバー
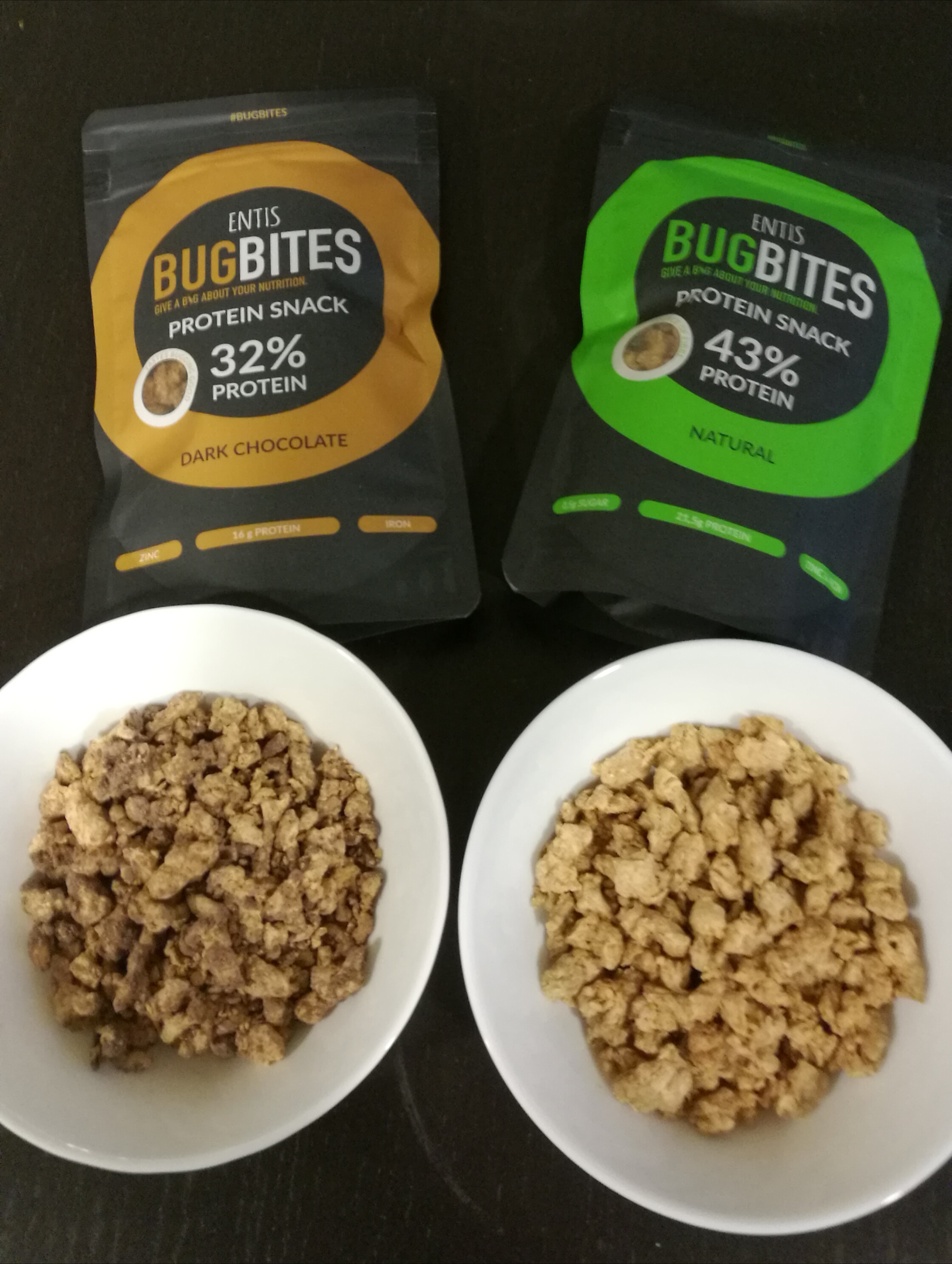
コオロギとエンバクを材料としたスナック